# Distrito de Maracha-Terego
El distrito de Maracha-Terego (o simplemente Maracha) es uno de los ciento once distritos administrativos que dan origen a la actual organización territorial de la República de Uganda. 
La creación de este distrito administrativo trajo como consecuencia la desaparición del distrito de Nyadri.

## Localización
El distrito de Maracha-Terego limita al norte con el distrito de Yumbe, por el sur hace lo propio con el distrito de Arua, por el noroeste con el distrito de Koboko, mientras que por el oeste comparte fronteras internacionales con la República Democrática del Congo.

## Población
El distrito de Maracha-Terego cuenta con una población total de 413.500 habitantes según las cifras suministradas por el censo poblacional llevado a cabo durante el año 2002 en Uganda.